# Qual É, Bicho?
Qual é, Bicho? é um seriado infanto-juvenil produzido pela TV Cultura e exibido na "TV Rá-Tim-Bum" em parceria com a Fundação Parque Zoológico de São Paulo. Em 2013, o canal Animal Planet está reprisado os programas em sua programação. Criado e dirigido por Fernando Gomes, o programa tem roteiros e músicas assinados por Fernando Salem e fez também homenagem ao veterano ator Renato Consorte.

## Sinopse
Com linguagem divertida, o programa mescla informação e ficção. Através das aventuras da jovem repórter Camila (Joyce Roma), seu avô Lobato (Renato Consorte) e o atrapalhado macaco Lino (Hugo Picchi Neto) pode-se conhecer um pouco dos bastidores do Zôo e a história de seus animais.

## Elenco
- Renato Consorte[2] - Lobato
- Joyce Roma - Camila
- Rafael Formenton - Cadu
- Rhayssa Checchetti - Nani
- Lourdes de Moraes - Clotilde
- Hugo Picchi Neto - Lino